# Nattradion
Nattradion var ett nattprogram som sändes i Sveriges Radio P3 och P4 fram till 2000. Många kända röster har genom åren hörts i Nattradion, som i huvudsak leddes av de presentatörer som ingick i Sveriges Radios "hallåkår". När Sveriges Radio började sända på nätterna i början av 1960-talet gjordes ett aktualitetsmagasin, som ingick i Nattradion, vid namn Nattredaktionen med journalistisk inriktning som var både skarpt och genomarbetat.
De som arbetade med detta var Henning Pallesen, Fritiof Haglund, Lars Ericsson och Britt Edwall. Nattredaktionen lades så småningom efter en del intriger och konflikter ned.[källa behövs] Nattradion kom därmed att bestå av en melodiradio som kom att bli den variant av Nattradion som de flesta minns i dag. Från 1982  och en bit in på 1990-talet gick de första två timmarna under signaturen Stjärnornas musik då man spelade en mera samtida musikmix (med en hög andel skivor från de senaste två-tre åren) lagd av en speciell producent, och därefter bland annat en timme med skivönskningar. Nattradion ersattes så småningom av nattprogrammet Nattliv och morgonprogrammet Tuppen, senare Väderbiten.
Programmets signaturmelodi framfördes av gruppen Space (Didier Marouani) med Paris France.
Nyhetsbulletiner förekom normalt inte mellan midnatt och klockan sex på morgonen fram till mitten av 80-talet, men efter mordet på Olof Palme 1986 infördes nyhetssändningar från Ekot varje hel timme. Omkring 1990 initierades även en klassisk nattradio i P2, som senare kom att bygga på EBU:s Euroclassic Notturno, men med svenska speakers mellan musikinslagen. 

## Presentatörer för Nattradion i P3/P4
- Rolf Arsenius
- Ebba Beckman
- Nils Bielke
- Anne Björkbom
- Gunnar Bolin
- Kristina Dahlgren
- Olle Dahlquist (Lappen)
- Kicki Engerstedt
- Per Anders Engler
- Pär Fontander
- Gry Forssell
- Rolf Gyll
- Willy Granqvist
- Pekka Heino
- Lars Hemmingsson
- Qina Hermansson
- Måns Hirschfeldt
- Martin Holm
- Pär Hultfors
- Mats Hydbom
- Christina Höglund
- Carola Kihlström
- Gunnar "Kulan" Kugelberg
- Gösta Kugelberg
- Lars Källsten
- Ing-Margret Lackne
- Gert Landin
- Claes-Johan Larsson
- Dag Laurell
- Michael Levy
- Niklas Lindblad
- Gabriella Ludvigsson
- Alicia Lundberg
- Janne Lundén
- Stefan Lundin
- Bosse Löthén
- Ing-Marie Montero
- Christofer Murray
- Mats Erik Nilsson
- Torsten Nilsson
- Susanna Nordell
- Sanna Nordlander
- Karin Nordqvist
- Barbro Nordwall
- Anna-Lisa Olsson
- Henrik Persson
- Sven Olof Persson
- Sten Petri
- Marika Rennerfelt
- Gerd Román
- Hans-Christer Sjöberg
- Maximilian Schattauer
- Staffan Schmidt
- Bengt Skött
- Ulla Stenström
- Hans G Sundell
- Lars Sundin
- Christer Söderqvist
- Anna Thorén
- Margareta Thorén
- Lars Thorsell
- Po Tidholm
- Lars Vingby
- Hans Waldenström
- Åke Wessman
- Bruno Årfors
- Britt Örnehed

### Fotnoter
1. ↑  ”Svensk mediedatabas”. http://smdb.kb.se/catalog/search?q=Nattradion+typ%3Aradio&sort=OLDEST. Läst 25 juni 2011.
2. ↑  ”Nattradion”. retrogalaxen.se. http://www.retrogalaxen.se/nattrad.htm. Läst 18 april 2011.
3. 1 2  ”Stjärnornas Musik - 1982-09-03 (premiär).”. https://www.youtube.com/watch?v=IGC3ZQhCQHk. Läst 28 januari 2020.
4. ↑  ”Space - Didier Marouani : Paris France”. https://www.youtube.com/watch?v=axwkLk2gBjU. Läst 28 januari 2020.